# Ciorogârla
Ciorogârla là một xã thuộc hạt Ilfov, România. Dân số thời điểm năm 2002 là 4914 người.